# Honschaft Lüdorf
Die Honschaft Lüdorf war im Mittelalter und der Neuzeit eine Honschaft im Kirchspiel Hückeswagen im bergischen Amt Hückeswagen (ab 1555 Amt Bornefeld-Hückeswagen). Sie war eine von vier Honschaften der Außenbürgerschaft Hückeswagen.
Im Jahr 1797 wurden für die Honschaft 342 Einwohner, 76 Feuerstätten, 666 bergische Morgen Ackerland, 80 berg. Morgen Wiesen, 1.020 berg. Morgen Wald, sowie fünf Pferde und 200 Ochsen und Kühe verzeichnet.
Die Honschaft überstand die kommunale Neuordnung im Großherzogtum Berg unter französischer Verwaltung ab 1806. Nach Abzug der Franzosen aus dem Rheinbundstaaten 1813 nach der Niederlage in der Völkerschlacht von Leipzig wurde unter Preußen die Honschaft 1815 der Bürgermeisterei Hückeswagen im Kreis Lennep zugeordnet.
Zu der Honschaft gehörten 1832 laut der Statistik und Topographie des Regierungsbezirks Düsseldorf die Wohnplätze und Hofschaften (originale Schreibweise) Bornbach, Born, Bornefeld, Tefendahl, (Ober) Langenbeck, (Nieder) Langenbeck, Heydt, Engelsburg, Radmacherslüdorf, Lüdorf, Repslöh, Dörpholz, (Ober) Velbeck, (Nieder) Velbeck, Jakobsöge, Hammersteinsöge, Dürhagen, Kritze, Steffenshagen, Dreshagen, Brashagen, Voßsiepen, Forsten, Kaltenborn, Höhsiepen, Goldenbergshammer, Hagermühle, Dorpmühle, Kräwinklerbrücke und Velbeckshammer.
Laut der Statistik besaß die Honschaft 1815/16  eine Einwohnerzahl von 648. 1832 betrug die Einwohnerschaft 782, die sich in 57 katholische und 725 evangelische Gemeindemitglieder aufteilten. Die Wohnplätze der Honschaft umfassten zusammen eine Schule, 110 Wohnhäuser, elf Mühlen bzw. Fabriken und 170 landwirtschaftliche Gebäude.
Am 10. Januar 1861 wurden die Außenbürgerschaft Hückeswagen mit ihren vier Honschaften in die Landgemeinde Neuhückeswagen umgewandelt.